# فأراوية متغايرة
الفأراوية المتغايرة (الاسم العلمي:Heteromyini) هي قبيلة من الحيوانات تتبع فصيلة الفئران المتغايرة من رتبة القوارض.

## أجناس
- فأر ناعم (الاسم العلمي:Liomys) ويضم خمسة أنواع:
  -     - فأر ناعم منقط (الاسم العلمي:Liomys pictus)
    - فأر ناعم سالفيني (الاسم العلمي:Liomys salvini)
    - فأر ناعم منظاري (الاسم العلمي:Liomys spectabilis)
    - فأر ناعم منمش (الاسم العلمي:Liomys irroratus)
    - فأر ناعم متبعثر (الاسم العلمي:Liomys adspersus)
- فأر متغاير (الاسم العلمي:Heteromys) ويضم سبعة أنواع
  - ضرب الفأر المتغاير العادي (الاسم العلمي: Heteromys subg. Heteromys)
    - فأر متغاير ترينيدادي (الاسم العلمي:Heteromys anomalus)
    - فأر متغاير جنوبي (الاسم العلمي:Heteromys australis)
    - فأر متغاير ديماري (الاسم العلمي:Heteromys desmarestianus)
    - فأر متغاير جومري (الاسم العلمي:Heteromys gaumeri)
    - فأر متغاير جولدماني (الاسم العلمي:Heteromys goldmani)

  - ضرب الفأر المتغاير الخشبي (الاسم العلمي: Heteromys subg. Xylomys)
    - فأر متغاير نيلسوني (الاسم العلمي:Heteromys nelsoni)
    - فأر متغاير جبلي (الاسم العلمي:Heteromys oresterus)